# Клан Колдер
Клан Колдер — высокогорный шотландский клан.

## История

### Происхождение клана
Название «Колдер» происходит от британского языка, что означает «жёсткая вода» (современное уэльское слово «жёсткий» — «caled»), другой вариант перевода — «каменистая река». Название широко распространено в Шотландии. Например, Восточный Колдер и Западный Колдер, которые находятся около Эдинбурга, а также Колдервуд около Глазго.
По мнению историка Уильяма Андерсона, название Колдер стало известным в Шотландии благодаря французскому рыцарю по имени Уго де Каделла.

### 15 и 16 век
Колдеры вступали в брак с другими местными семьями, такими как могущественные вожди Клана Роуз, бароны Килравока. Процветание клана Колдер закончилось, когда Кэмпбелл, Арчибальд, 2-й граф Аргайл и глава клана Кэмпбелл, вместе с Хью Роуз из Килравока были назначены опекунами для Мюриэль Колдер, которая на тот момент была наследницей семьи Колдер. Кэмпбелл был полон решимости вывести Мюриэль в Инверари, чтобы она могла получить образование как часть его семьи. Однако ему противостояли дяди Мюриэль: Александр и Хью Колдер, которые преследовали её эскорт из Кэмпбелла в Стратнэрн. Девушка была благополучно доставлена в Инверари, но Кэмпбелл потерял всех шестерых своих сыновей в бою за Мюриэль. Мюриэль была последней из семьи вождя Колдеров на прямой линии. Она воспитывалась как Кэмпбелл и вышла замуж за сэра Джона Кэмпбелла, сына графа Аргайла. Мюриэль умерла примерно в 1575 году, но Джон Кэмпбелл из Кавдора был возведен в должность в качестве лорда Кавдора в 1796 году, а его сын стал первым графом Кавдор в 1827 году.
Имя Колдера не исчезло, Колдеры Ассванлы получили земли около Элгина в 1440 году. В 1686 году эта семья получила Баронетство Новой Шотландии. Самым заметным членом этой ветви клана был Роберт Колдер, который принимал участие в Семилетней войне, Американской войне за независимость, в Французских революционных и Наполеоновских войнах.

### Современная история
Во время Второй мировой войны сэр Джеймс Колдер был советником Министерства снабжения. В Инвернессе все еще встречаются Колдеры, например, Дуглас Колдер был президентом Королевской корпорации архитекторов в Шотландии, а также был назначен директором по планированию недавно созданного Горного региона в 1974 году.

## Замки
- Замок Кавдор, расположен в пяти милях к юго-западу от Нэрна[5].
- Замок Нэрн был построен в XII веке Вильгельмом Львом[5]. Хранителями замка были Колдеры.
- Замок Аслун, расположенный в 2-х милях к юго-западу от Алфорда, Абердиншир, был построен в XVI веке, сейчас находится в разрушенном состоянии.
- Дом Асуанли, расположенный в 7-ми милях к западу от Хантли, был во владении Колдерами с 1440 года и был продан в 1768 году Клану Макдафф из-за долгов[5].